# Krémer Jenő
Krémer Jenő (Kolozsvár, 1867. augusztus 4. – Kolozsvár, 1919.) színész, színházi rendező, színházigazgató.

## Életpályája
A gimnáziumot Kolozsváron az unitáriusoknál végezte el. 1885-ben lett színész Kolozsváron. 1885-ben Sághy Zsigmond és Hevesi József társulatában játszott. 1886-ban Balogh Árpád társulatának tagja volt. 1887-ben és 1889-ben Gerőfy Andorhoz szerződött. 1888-ban Jakab Lajoshoz került. 1890–1896 között Kassa és Debrecen voltak állomásai. 1896–1909 között Szeged (1902–1909), Temesvár (1899–1902), Debrecen színházában volt látható. 1910-ben Szegeden lépett fel. 1911-ben Temesváron kabaréigazgató volt. 1915–1918 között a székesfehérvári társulat rendezője volt. 1916-ban Székesfehérvár ünnepelte 30 éves jubileumát.
Hősszerelmes, később komikus szerepekben lépett föl. Minden műfajban szerepelt, ötletesen, kedves humorral alakított. Műveit vidéken mutatták be.

## Családja
Szülei Krémer Ferenc (1822–1874) és Valé Karolina. Testvére, Krémer Sándor (1859–1918) színész. Feleségei Erdei Berta (1857–1939) és V. Hegyi Lili (1882–1967) színésznők voltak, utóbbival 1905. július 23-án Budapesten, a Ferencvárosban kötött házasságot.

## Színházi szerepei
- Hervé: Lili – Saint Hypothèsse
- Berczik Á.: Himfy dalai – Rosty Antal
- Stone: Lotti ezredesei – John Dickson
- Rostand: Sasfiók – Gentz Frigyes
- Ibsen: A társadalom támaszai – Rummel

## Művei
- A diploma (1888)
- A leányvásár (1893)
- Falusi nász (1897)
- Jancsi és Juliska (1897)
- Finum Rózsi (1898)
- Kabarécsillag (1915)